# 延爽亭
延爽亭位于中国浙江省宁波市海曙区横街镇凤岙村藤岭岭顶，清代建筑，建筑坐北朝南，为木石结构，地上铺设鹅卵石，为环形纹，东山墙壁间嵌有“天灯会碑”，民国四年（1915年）立，西山墙前立“永远茶茗”碑，道光二十二年（1842年）立，2010年9月公布为鄞州区文物保护单位，2018年12月28日因行政区划调整公布为海曙区文物保护单位。